# 中野弘之
中野 弘之（なかの ひろゆき、1940年2月27日 - ）は、日本の経営者。井関農機社長を務めた。

## 経歴
愛媛県出身。1962年に愛媛大学理文学部を卒業し、同年4月に井関農機に入社。
1994年2月に取締役に就任し、1999年5月に常務、2000年4月に専務を経て、2001年4月には社長に就任。
2007年10月には取締役相談役に退いた。